# 이스트빌리지

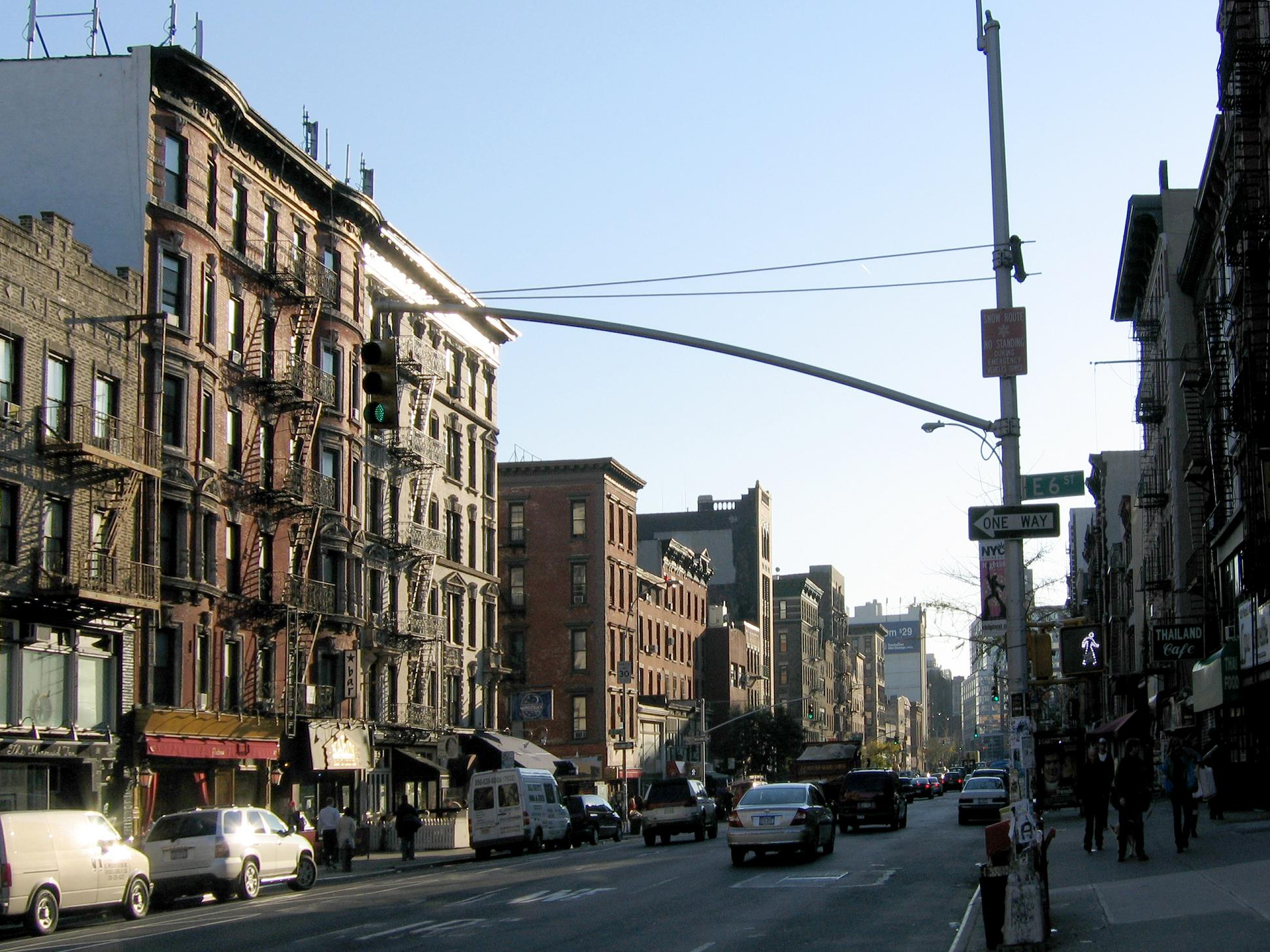
이스트빌리지

이스트빌리지(East Village)는 뉴욕 시 맨해튼 남동부의 지명이다.